# Regne de Wexford
El regne de Wexford (nòrdic antic: Veisafjǫrðr que significa «cala de maresmes») va ser un petit enclavament nòrdic-gaèlic que apareix a la crònica del segle xii Cogad Gáedel re Gallaib (Guerra dels irlandesos contra els estrangers) i d'altres escrits contemporanis com els Annals dels quatre mestres, Annals d'Inisfallen i Annals de Tigernach. Va ser fundat pels vikings cap a el 800 i va romandre sota el seu govern uns 300 anys com ciutat estat, sobre manera independent i oferia tribut als monarques irlandesos del regne de Leinster.
Els Annals dels quatre mestres cita que a partir de l'any 819 els vikings van saquejar moltes posicions cristianes a la regió.